# Брунджадзе Ніязі Ізетович
Ніязі Ізетович Брунджадзе (нар. 15 квітня 1964, Батумі, Грузинська РСР) — радянський, український та грузинський футболіст, півзахисник.

## Життєпис
Футболом розпочинав займатися в групі підготовки «Динамо» (Батумі). Перший тренер - М. Гагуа. У 1983 — 1984 роках тренувався з гравцями вищолігового одеського «Чорноморця», але в складі одеситів не зіграв жодного офіційного поєдинку. З 1987 року виступав у другій лізі чемпіонату СРСР за миколаївський «Суднобудівник». У 1989 році перейшов у черкаський «Дніпро». У 1991 році повертається до рідного ФК «Батумі» (саме під такою назвою з 1991 року виступали батумські «динамівці»), у складі якого в першому чемпіонаті Грузії зіграв 1 матч та відзначився 1 голом.
Після розвалу СРСР Брунджадзе грає в першій лізі чемпіонату України в «Артанії», з якої займає 3-тє місце в групі «Б». У наступному сезоні на запрошення президента клубу «Темп» Джумбера Нішніанідзе, поповнив грузинську діаспору команди з Шепетівки. У цьому сезоні команді з райцентру вдалося зайняти 2-ге місце в об'єднаній першій лізі. 8 серпня 1993 року в грі з «Таврією» Ніязі дебютує у вищій лізі чемпіонату України.
В середині сезону 1993/94 років підсилює «Евіс» - клуб першої ліги, який боровся за підвищення в класі. За підсумками сезону миколаївці, як і «Темп» рік тому, з 2-го місця переходять у вищу лігу. У вищій лізі в команді «корабелів» Брунджадзе проводить 17 матчів, і навіть відзначається голом у ворота київського «Динамо».
У 1995 році перейшов до олександрійської «Поліграфтехніки», яка на той час виступала в першій лізі чемпіонату України. Дебютував у складі олександрійської команди 18 квітня 1995 року в програному (0:1) виїзному поєдинку 27-го туру проти нікопольського «Металурга». Ніязі вийшов на поле в стартовому складі та відіграв увесь матч. У футболці «Поліграфтехніки» зіграв 14 матчів.
У 1995 році повертається до Хмельницького, де підписує контракт з місцевим «Поділлям», кольори якого захищає до 1997 року. У 1998 році зіграв 2 поєдинки в складі аматорського клубу «Верест-ІНАПіК» (Дунаївці), після чого завершив кар'єру футболіста.